# Gigantocypris muelleri
Gigantocypris muelleri är en kräftdjursart som beskrevs av Tage Skogsberg 1920. Gigantocypris muelleri ingår i släktet Gigantocypris och familjen Cypridinidae. Inga underarter finns listade i Catalogue of Life.